# Georg Gfäller
Georg Gfäller senior (* 14. Juli 1895; † 7. Oktober 1976 in Kiefersfelden, Oberbayern) war ein deutscher Wagnermeister. Er gilt mit seinem Bruder Hans Gfäller als der Erfinder des modernen Rennrodels, liegend gefahren, mit schräg gestellten Kufen und ohne vorderes Querstück, damit er mit den Füßen lenkbar wird.
Zu seinen weiteren Erfindungen zählen Kutschenräder, die in sich selbst federn (ausgestellt im Deutschen Museum München), sowie einer der ersten schichtverleimten Skis mit Stahlkanten (Gfäller-Mehrschichtenski) sowie in weiterer Folge mit den damals neuen Plastikbelägen und den sogenannten Rennkanten, die teilweise vom Plastikbelag verdeckt sind. Mit dem Hauptpatent des Deutschen Patentamts am 15. Februar 1950 wurde der „einspurige lenkbare Schlitten“, der Skibob, als seine Erfindung eingetragen, 1951 auch ins Handelsregister. Den ersten Skibob baute er im Winter 1947, er erinnert vom Aufbau stark an ein Fahrrad. Etwa gleichzeitig hatte Engelbert Brenter unabhängig von Gfäller in Hallein/Österreich seinen „Sitzski“ entwickelt. Auf Georg Gfäller sind weitere auch zerlegbare Modelle seines Skibobs, die sogenannten Kurz- oder Gletscherski, zurückzuführen.
Sein Sohn Georg Gfäller jun. (1923–1986) war Bankkaufmann und später Bankdirektor. Er begründete den organisierten Skibobsport und war 1961 Gründungspräsident der Fédération Internationale de Skibob (FISB), des internationalen Skibobverbandes.